# IC 116
IC 116 ist eine Spiralgalaxie mit ausgedehnten Sternentstehungsgebieten vom Hubble-Typ Sd im Sternbild Walfisch südlich der Ekliptik. Sie ist rund 247 Millionen Lichtjahre von der Milchstraße entfernt und hat einen Durchmesser von etwa 65.000 Lichtjahren.

Im selben Himmelsareal befindet sich u. a. die Galaxie IC 118.
Das Objekt wurde am 14. Dezember 1892 vom französischen Astronomen Stéphane Javelle entdeckt.